# Josef Maria Niederberger
Josef Maria Niederberger (auch Joseph Maria Niederberger) (* 2. Juni 1851 in Wolfenschiessen; † 23. Oktober 1913 ebenda) war ein Schweizer Politiker. Von 1895 bis 1913 gehörte er als Vertreter der Liberalen dem Regierungsrat des Kantons Nidwalden an.

## Leben
Josef Maria Niederberger wurde auf dem Hof Englerz (damals Englerts) im Ortsteil Altzellen in der Gemeinde Wolfenschiessen als Sohn des Melchior Niederberger und der Marie Anna Christen geboren. Er wuchs in Wolfenschiessen auf und ging dort zur Schule. Nach der Schule wurde Niederberger Landwirt.
Bereits 1877 war Josef Maria Niederberger Mitglied des Gemeinderats. Im gleichen Jahr bis zum Ablauf der Wahlperiode 1883 war Niederberger Ratsherr im Landrat. Zwischen 1883 war er Mitglieds des Obergerichts. Auf lokaler Ebene war Niederberger zudem Kirchenrat und Kirchmeier (Präsident des Kirchenrats). Im Jahr 1896 wurde er erneut in den Gemeinderat von Wolfenschiessen gewählt. Die Landsgemeinde 1895 wählte ihn in den Regierungsrat. Bis zu seinem Tod war Josef Maria Niederberger Mitglied der Nidwaldner Regierung. Zuerst als Vorsteher des Vormundschaftwesens und danach bis zu seinem Tod im Amt des Chefs des Landwirtschafts- und Forstdepartements.
Josef Maria Niederberger heiratete am 22. November 1875 in Sachseln Anna Christen. Aus dieser Ehe stammen acht Kinder (sieben Söhne und eine Tochter). Sein jüngster Sohn Adolf Niederberger war Ratsherr und Kantonsrichter.

## Quelle
- Neues Stammbuch. Band III, Niederberger 3 geschwärzt, 183 (66) (5) (Seiten 92 bis 99)